# Toulon-sur-Arroux
Toulon-sur-Arroux is een gemeente in het Franse departement Saône-et-Loire (regio Bourgogne-Franche-Comté). De plaats maakt deel uit van het arrondissement Charolles. Toulon-sur-Arroux telde op 1 januari 2022 1.447 inwoners.

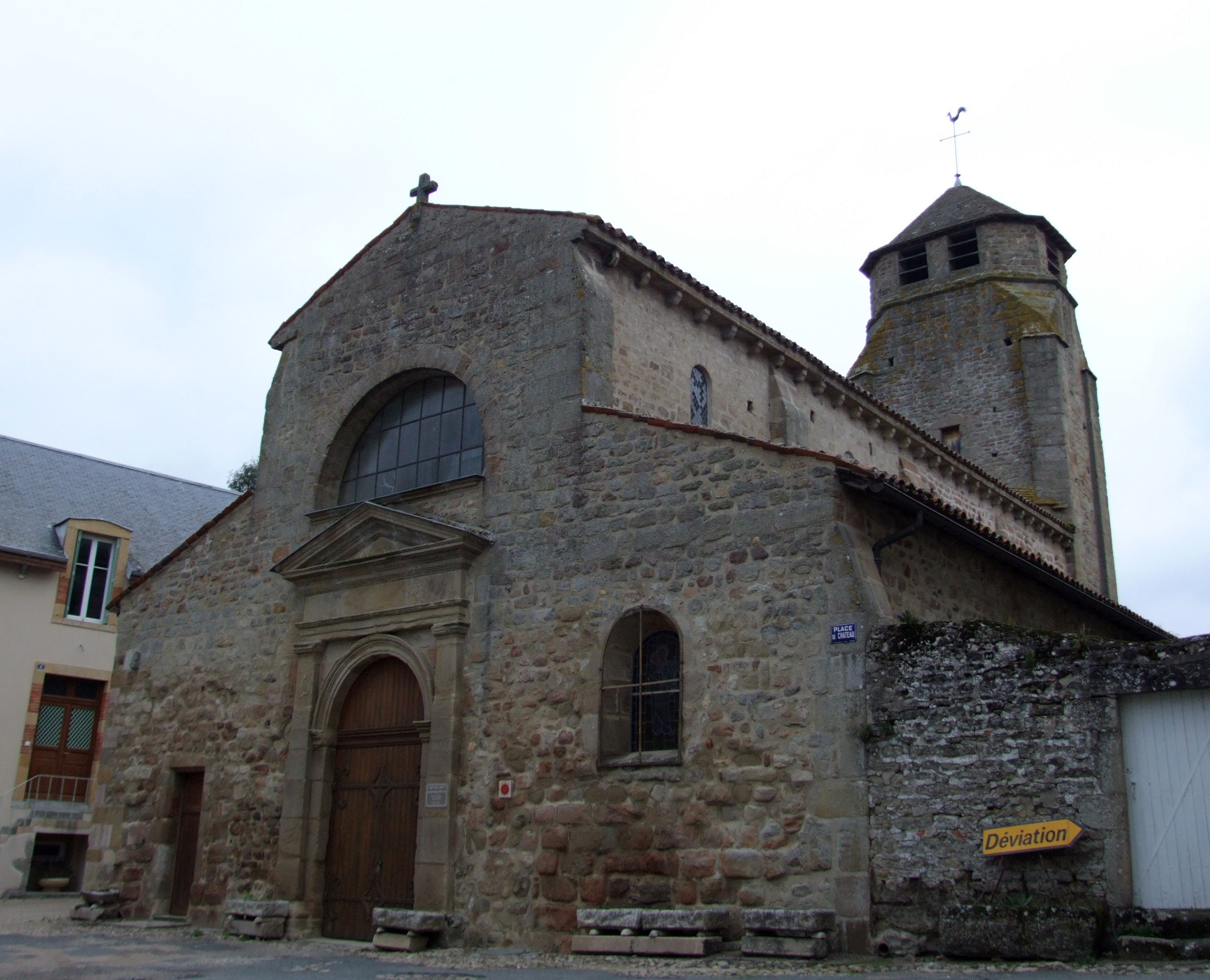
Romaanse kerk

## Geografie
De oppervlakte van Toulon-sur-Arroux bedroeg op 1 januari 2022 43,73 vierkante kilometer; de bevolkingsdichtheid was toen 33,1 inwoners per km².

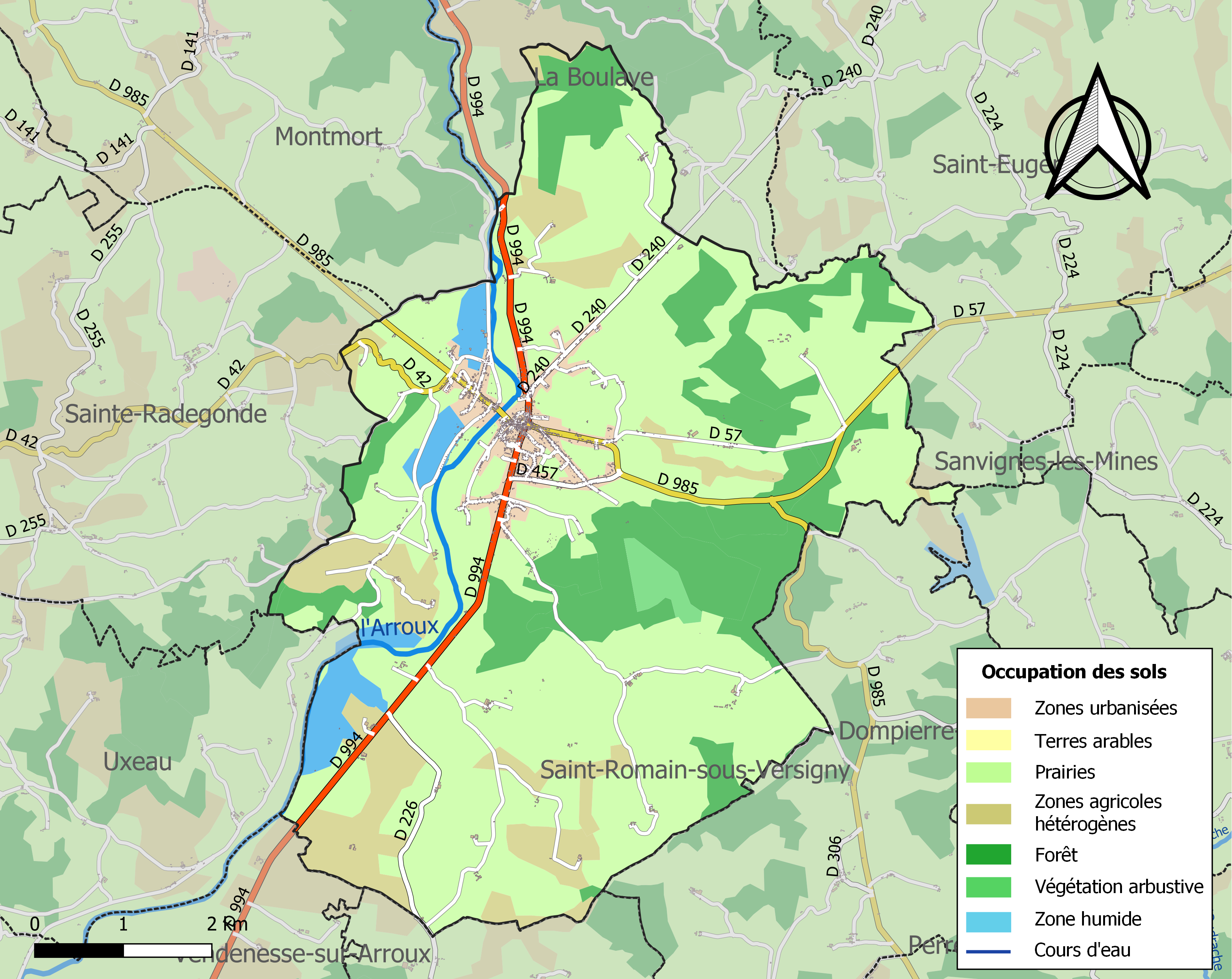
Kaart van de gemeente met de belangrijkste infrastructuur, bodemgebruik en omliggende gemeenten

## Demografie
Onderstaande figuur toont het verloop van het inwonertal (bron: INSEE-tellingen).